# Club Handbol Adrianenc
El Handbol Sant Marti-Adrianenc  es un equipo de balonmano nacido de la colaboración entre l'Assosiació Sant Martí Esport de Barcelona y el Handbol Adrianenc de San Adrián de Besós (Barcelona).